# Премия «Выбор критиков» за лучшую песню
Премия «Выбор критиков» за лучшую песню (англ. Critics' Choice Movie Award for Best Song) является премией, присуждаемой Ассоциацией выбора критиков, за написание песен для фильмов.

## Победители и номинанты
В скобках указаны исполнители песни в фильме.
Жирным шрифтом указаны победители.

### 1990е
| Год                  | Название песни | Фильм                                                                 | Получатели |
| -------------------- | -------------- | --------------------------------------------------------------------- | ---------- |
| 1998 4-я             |                |                                                                       |            |
| «When You Believe»≈  | Принц Египта   | Автор Stephen Schwartz; Исполнители Sally Dworsky и Michelle Pfeiffer |            |
| 1999 5-я             |                |                                                                       |            |
| «Music of My Heart»± | Музыка сердца  | Автор Diane Warren; Исполнители Gloria Estefan и NSYNC                |            |

### 2000е
| Год                               | Название песни                         | Фильм | Получатели |
| --------------------------------- | -------------------------------------- | --- | ---------- |
| 2000 6-я                          |                                        | |            |
| «My Funny Friend and Me»±         | Похождения императора                  | Авторы David Hartley и Sting; Исполнитель Sting                                                          |            |
| 2001 7-я                          |                                        | |            |
| «May It Be» (НИЧЬЯ)±              | Властелин колец: Братство Кольца       | Авторы Enya, Nicky и Roma Ryan; Исполнитель Enya                                                         |            |
| «Vanilla Sky» (НИЧЬЯ)±            | Ванильное небо                         | Автор и исполнитель Paul McCartney                                                                       |            |
| «There You'll Be»±                | Перл-Харбор                            | Автор Diane Warren; Исполнитель Faith Hill                                                               |            |
| «Until»±                          | Кейт и Лео                             | Автор и исполнитель Sting                                                                                |            |
| 2002 8-я                          |                                        | |            |
| «Lose Yourself»≈                  | Восьмая миля                           | Авторы Jeff Bass, Eminem, и Luis Resto; Исполнитель Eminem                                               |            |
| «Father and Daughter»±            | Дикая семейка Торнберри: Фильм         | Автор и исполнитель Paul Simon                                                                           |            |
| «Hero»                            | Человек-паук                           | Авторы и исполнители Chad Kroeger и Josey Scott                                                          |            |
| 2003 9-я                          |                                        | |            |
| «A Mighty Wind»                   | Могучий ветер                          | Авторы Christopher Guest, Eugene Levy, и Michael McKean; Исполнители состав фильма Могучий ветер         |            |
| «The Heart of Every Girl»         | Улыбка Моны Лизы                       | Автор и исполнитель Elton John                                                                           |            |
| «Man of the Hour»                 | Крупная рыба                           | Автор Eddie Vedder; Исполнитель Pearl Jam                                                                |            |
| «School of Rock»                  | Школа рока                             | Авторы Sammy James и Mike White; Исполнители состав фильма Школа рока                                    |            |
| «Time Enough for Tears»           | В Америке                              | Авторы Bono, Gavin Friday, и Maurice Seezer; Исполнитель Андреа Корр                                     |            |
| 2004 10-я                         |                                        | |            |
| «Old Habits Die Hard»             | Красавчик Алфи, или Чего хотят мужчины | Авторы Mick Jagger и Dave Stewart; Исполнитель Jagger                                                    |            |
| «Accidentally in Love»±           | Шрек 2                                 | Автор и исполнитель Counting Crows                                                                       |            |
| «Believe»±                        | Полярный экспресс                      | Авторы Glen Ballard и Alan Silvestri; Исполнитель Josh Groban                                            |            |
| 2005 11-я                         |                                        | |            |
| «Hustle & Flow»                   | Суета и движение                       | Автор и исполнитель Terrence Howard                                                                      |            |
| «A Love That Will Never Grow Old» | Горбатая гора                          | Авторы Gustavo Santaolalla и Bernie Taupin; Исполнитель Emmylou Harris                                   |            |
| «Same in Any Language»            | Элизабеттаун                           | Авторы Nancy Wilson и Cameron Crowe; Исполнители My Morning Jacket и I Nine                              |            |
| «Seasons of Love»                 | Богема                                 | Автор Jonathan Larson; Исполнители состав фильма Богема                                                  |            |
| «Travelin' Thru»±                 | Трансамерика                           | Автор и исполнитель Dolly Parton                                                                         |            |
| 2006 12-я                         |                                        | |            |
| «Listen»±                         | Девушки мечты                          | Авторы Scott Cutler, Henry Krieger и Anne Preven; Исполнитель Beyoncé                                    |            |
| «I Need to Wake Up»≈              | Неудобная правда                       | Автор и исполнитель Melissa Etheridge                                                                    |            |
| «My Little Girl»                  | Флика                                  | Авторы Tom Douglas и Tim McGraw; Исполнитель McGraw                                                      |            |
| «The Neighbor»                    | Заткнись и пой                         | Автор и исполнитель Dixie Chicks                                                                         |            |
| «Never Gonna Break My Faith»      | Бобби                                  | Автор Bryan Adams; Исполнители Mary J. Blige, Aretha Franklin и Boys Choir of Harlem                     |            |
| «Ordinary Miracle»                | Паутина Шарлотты                       | Автор и исполнитель Sarah McLachlan                                                                      |            |
| 2007 13-я                         |                                        | |            |
| «Falling Slowly»≈                 | Однажды                                | Авторы и исполнители Glen Hansard и Markéta Irglová                                                      |            |
| «Come So Far (So Far to Go)»      | Лак для волос                          | Авторы Marc Shaiman и Scott Wittman; Исполнители Nikki Blonsky, Zac Efron, Elijah Kelley и Queen Latifah |            |
| «Do You Feel Me»                  | Гангстер                               | Автор и исполнитель Anthony Hamilton                                                                     |            |
| «Guaranteed»                      | В диких условиях                       | Автор и исполнитель Eddie Vedder                                                                         |            |
| «That’s How You Know»±            | Зачарованная                           | Авторы Alan Menken и Stephen Schwartz; Исполнитель Amy Adams                                             |            |
| 2008 14-я                         |                                        | |            |
| «The Wrestler»                    | Рестлер                                | Автор и исполнитель Bruce Springsteen                                                                    |            |
| «Another Way to Die»              | Квант милосердия                       | Автор Jack White; Исполнители Alicia Keys и White                                                        |            |
| «Down to Earth»±                  | ВАЛЛ-И                                 | Авторы Peter Gabriel и Thomas Newman; Исполнитель Gabriel                                                |            |
| «I Thought I Lost You»            | Вольт                                  | АвторыMiley Cyrus и Jeffrey Steele; Исполнители Cyrus и John Travolta                                    |            |
| «Jai Ho»≈                         | Миллионер из трущоб                    | Авторы Gulzar и A. R. Rahman; Исполнители Vijay Prakash, Sukhvinder Singh, Mahalaxmi Iyer и Tanvi Shah   |            |
| 2009 15-я                         |                                        | |            |
| «The Weary Kind»≈                 | Сумасшедшее сердце                     | Авторы Ryan Bingham и T Bone Burnett; Исполнитель Birgham                                                |            |
| «All Is Love»                     | Там, где живут чудовища                | Авторы Karen O и Nick Zinner; Исполнитель O                                                              |            |
| «Almost There»±                   | Принцесса и лягушка                    | Автор Randy Newman; Исполнитель Anika Noni Rose                                                          |            |
| «Cinema Italiano»                 | Девять                                 | Автор Maury Yeston; Исполнитель Kate Hudson                                                              |            |
| «(I Want to) Come Home»           | Всё путём                              | Автор и исполнитель Paul McCartney                                                                       |            |

### 2010е
| Год                                    | Название песни                             | Фильм | Получатели |
| -------------------------------------- | ------------------------------------------ | --- | ---------- |
| 2010 16-я                              |                                            | |            |
| «If I Rise»±                           | 127 часов                                  | Авторы Rollo Armstrong, Dido и A. R. Rahman; Исполнители Dido и Rahman                                                                        |            |
| «I See the Light»±                     | Рапунцель: Запутанная история              | Авторы Alan Menken и Glenn Slater; Исполнители Mandy Moore и Zachary Levi                                                                     |            |
| «Shine»                                | В ожидании Супермена                       | Автор и исполнитель John Legend |            |
| «We Belong Together»≈                  | История игрушек: Большой побег             | Автор и исполнитель Randy Newman |            |
| «You Haven't Seen the Last of Me»      | Бурлеск                                    | Автор Diane Warren; Исполнитель Cher |            |
| 2011 17-я                              |                                            | |            |
| «Life’s a Happy Song»                  | Маппеты                                    | Автор Bret McKenzie; Исполнители Amy Adams, Jason Segel и Walter                                                                              |            |
| «Hello Hello»                          | Гномео и Джульетта                         | Авторы Elton John и Bernie Taupin; Исполнители Lady Gaga и John                                                                               |            |
| «The Living Proof»                     | Прислуга                                   | Авторы Mary J. Blige, Harvey Mason Jr., Thomas Newman и Damon Thomas; Исполнитель Blige                                                       |            |
| «Man or Muppet»≈                       | Маппеты                                    | Автор Bret McKenzie; Исполнители Jason Segel и Walter                                                                                         |            |
| «Pictures in My Head»                  | Маппеты                                    | Авторы Aris Archontis, Jeannie Lurie и Chen Neeman; Исполнители Kermit the Frog и The Muppets                                                 |            |
| 2012 18-я                              |                                            | |            |
| «Skyfall»≈                             | 007: Координаты «Скайфолл»                 | Авторы Adele и Paul Epworth; Исполнитель Adele                                                                                                |            |
| «For You»                              | Закон доблести                             | Авторы Keith Urban и Monty Powell; Исполнитель Urban                                                                                          |            |
| «Learn Me Right»                       | Храбрая сердцем                            | Автор Mumford & Sons; Исполнители Birdy и Mumford & Sons                                                                                      |            |
| «Still Alive»                          | Пол Уильямс все ещё жив                    | Автор и исполнитель Paul Williams |            |
| «Suddenly»±                            | Отверженные                                | Авторы Alain Boublil, Herbert Kretzmer и Claude-Michel Schönberg; Исполнитель Hugh Jackman                                                    |            |
| 2013 19-я                              |                                            | |            |
| «Let It Go»≈                           | Холодное сердце                            | Авторы Kristen Anderson-Lopez и Robert Lopez; Исполнитель Idina Menzel                                                                        |            |
| «Atlas»                                | Голодные игры: И вспыхнет пламя            | Автор и исполнитель Coldplay |            |
| «Happy»±                               | Гадкий я 2                                 | Автор и исполнитель Pharrell Williams |            |
| «Ordinary Love»±                       | Долгий путь к свободе                      | Автор и исполнитель U2 |            |
| «Please Mr. Kennedy»                   | Внутри Льюина Дэвиса                       | Авторы T Bone Burnett, Coen Brothers, George Cromarty, Ed Rush и Justin Timberlake; Исполнители Adam Driver, Oscar Isaac и Timberlake         |            |
| «Young and Beautiful»                  | Великий Гэтсби                             | Автор и исполнитель Lana Del Rey |            |
| 2014 20-я                              |                                            | |            |
| «Glory»≈                               | Сельма                                     | Авторы и исполнители Common и John Legend |            |
| «Big Eyes»                             | Большие глаза                              | Автор и исполнитель Lana Del Rey |            |
| «Everything Is Awesome»±               | Лего. Фильм                                | Авторы The Lonely Island, Jo Li и Shawn Patterson; Исполнители The Lonely Island и Tegan and Sara                                             |            |
| «Lost Stars»±                          | Хоть раз в жизни                           | Авторы Gregg Alexander, Danielle Brisebois, Nick Lashley и Nick Southwood; Исполнители Keira Knightley и Adam Levine                          |            |
| «Yellow Flicker Beat»                  | Голодные игры: Сойка-пересмешница. Часть 1 | Авторы Lorde и Joel Little; Исполнитель Lorde                                                                                                 |            |
| 2015 21-я                              |                                            | |            |
| «See You Again»                        | Форсаж 7                                   | Авторы Wiz Khalifa, Charlie Puth, Andrew Cedar и DJ Frank E; Исполнители Khalifa и Puth                                                       |            |
| «Love Me like You Do»                  | Пятьдесят оттенков серого                  | Авторы Ilya, Savan Kotecha, Tove Lo, Max Martin и Ali Payami; Исполнитель Ellie Goulding                                                      |            |
| «One Kind of Love»                     | Любовь и милосердие                        | Авторы Brian Wilson и Scott Bennett; Исполнитель Wilson                                                                                       |            |
| «Simple Song #3»±                      | Молодость                                  | Автор David Lang; Исполнитель Sumi Jo |            |
| «Til It Happens to You»±               | Зона охоты                                 | Авторы Lady Gaga и Diane Warren; Исполнитель Gaga                                                                                             |            |
| «Writing’s on the Wall»≈               | 007: Спектр                                | Авторы Sam Smith и Jimmy Napes; Исполнитель Smith                                                                                             |            |
| 2016 22-я                              |                                            | |            |
| «City of Stars»≈                       | Ла-Ла Ленд                                 | Авторы Justin Hurwitz и Pasek & Paul; Исполнители Ryan Gosling и Emma Stone                                                                   |            |
| «Can't Stop the Feeling!»±             | Тролли                                     | Авторы Max Martin, Shellback и Justin Timberlake; Исполнители состав фильма Тролли                                                            |            |
| «Audition»±                            | Ла-Ла Ленд                                 | Авторы Justin Hurwitz и Pasek & Paul; Исполнитель Emma Stone                                                                                  |            |
| «Drive It Like You Stole It»           | Синг Стрит                                 | Автор Gary Clark; Исполнитель Ferdia Walsh-Peelo                                                                                              |            |
| «How Far I'll Go»±                     | Моана                                      | Автор Lin-Manuel Miranda; Исполнитель Auliʻi Cravalho                                                                                         |            |
| «The Rules Don’t Apply»                | Вне правил                                 | Авторы Eddie Arkin и Lorraine Feather; Исполнитель Lily Collins                                                                               |            |
| 2017 23-я                              |                                            | |            |
| «Remember Me»≈                         | Тайна Коко                                 | Авторы Kristen Anderson-Lopez и Robert Lopez; Исполнитель Benjamin Bratt                                                                      |            |
| «Evermore»                             | Красавица и чудовище                       | Авторы Alan Menken и Tim Rice; Исполнитель Dan Stevens                                                                                        |            |
| «Mystery of Love»±                     | Назови меня своим именем                   | Автор и исполнитель Sufjan Stevens |            |
| «Stand Up for Something»±              | Маршалл                                    | Авторы Common и Diane Warren; Исполнители Common и Andra Day                                                                                  |            |
| «This Is Me»±                          | Величайший шоумен                          | Авторы Pasek & Paul; Исполнитель Keala Settle                                                                                                 |            |
| 2018 24-я                              |                                            | |            |
| «Shallow»≈                             | Звезда родилась                            | Авторы Lady Gaga, Mark Ronson, Anthony Rossomando, и Andrew Wyatt; Исполнители Bradley Cooper и Gaga                                          |            |
| «All the Stars»±                       | Чёрная пантера                             | Авторы Top Dawg, Kendrick Lamar, Al Shux, Sounwave и SZA; Исполнители Lamar и SZA                                                             |            |
| «Girl in the Movies»                   | Пышка                                      | Авторы Dolly Parton и Linda Perry; Исполнитель Parton                                                                                         |            |
| «I’ll Fight»±                          | РБГ                                        | Автор Diane Warren; Исполнитель Jennifer Hudson                                                                                               |            |
| «The Place Where Lost Things Go»±      | Мэри Поппинс возвращается                  | Авторы Marc Shaiman и Scott Wittman; Исполнитель Emily Blunt                                                                                  |            |
| «Trip a Little Light Fantastic»        | Мэри Поппинс возвращается                  | Авторы Marc Shaiman и Scott Wittman; Исполнители Emily Blunt, Pixie Davies, Joel Dawson, Tarik Frimpong, Lin-Manuel Miranda и Nathaniel Selah |            |
| 2019 25-я                              |                                            | |            |
| «Glasgow (No Place Like Home)» (НИЧЬЯ) | Дикая Роза                                 | Автор Mary Steenburgen; Исполнитель Jessie Buckley                                                                                            |            |
| «(I'm Gonna) Love Me Again» (НИЧЬЯ)≈   | Рокетмен                                   | Авторы Elton John и Bernie Taupin; Исполнители Taron Egerton и Elton John                                                                     |            |
| «I’m Standing With You»±               | Прорыв                                     | Автор Diane Warren; Исполнитель Chrissy Metz                                                                                                  |            |
| «Into the Unknown»±                    | Холодное сердце 2                          | Авторы Kristen Anderson-Lopez и Robert Lopez; Исполнитель Idina Menzel                                                                        |            |
| «Speechless»                           | Аладдин                                    | Авторы Alan Menken и Pasek & Paul; Исполнитель Naomi Scott                                                                                    |            |
| «Spirit»                               | Король Лев                                 | Авторы Beyoncé, Ilya и Labrinth; Исполнитель Beyoncé                                                                                          |            |
| «Stand Up»±                            | Гарриет                                    | Авторы Cynthia Erivo и Joshuah Brian Campbell; Исполнитель Erivo                                                                              |            |

### 2020е
| Год               | Название песни                         | Фильм                                                                                          | Получатели                                                                                             |
| ----------------- | -------------------------------------- | ---------------------------------------------------------------------------------------------- | --- |
| 2020 26-я         |                                        |                                                                                                | |
| «Speak Now»       | Одна ночь в Майами                     | Авторы: Сэм Эшуорт и Лесли Одом-мл.; Исполнитель: Лесли Одом-мл.                               | |
| «Everybody Cries» | Форпост                                | Авторы: Ларри Групе, Род Лари и Рита Уилсон; Исполнитель: Рита Уилсон                          | |
| «Fight for You»   | Иуда и чёрный мессия                   | Авторы: D’Mile, H.E.R., и Тиара Томас; Исполнитель: H.E.R.                                     | |
| «Húsavík»         | Евровидение: История огненной саги     | Авторы: Fat Gus Max, Рикард Йоранссон и Саван Котеча; Исполнители: Уилл Феррелл и Молли Санден | |
| «lo sì»           | Вся жизнь впереди                      | Авторы: Никколо Аглиарди, Лора Посини и Дайан Уоррен; Исполнитель: Лора Посини                 | |
| «Tigress & Tweed» | Соединённые Штаты против Билли Холидей | Авторы: Рафаэл Садик и Андра Дей; Исполнитель: Андра Дей                                       | |
| 2021 27-я         | «No Time to Die»                       | Не время умирать                                                                               | Авторы: Билли Айлиш и Финнеас ОʼКоннелл; Исполнитель: Билли Айлиш                                      |
| 2021 27-я         | «Be Alive»                             | Король Ричард                                                                                  | Авторы: Бейонсе и Dixson Исполнитель: Бейонсе                                                          |
| 2021 27-я         | «Dos Oruguitas»                        | Энканто                                                                                        | Автор: Лин-Мануэль Миранда Исполнитель: Себастьян Ятра                                                 |
| 2021 27-я         | «Guns Go Bang»                         | Тем больнее падать                                                                             | Авторы: Джеймс Сэмюэл, Кид Кади и Jay-Z Исполнители: Кид Кади и Jay-Z                                  |
| 2021 27-я         | «Just Look Up»                         | Не смотрите наверх                                                                             | Авторы: Ариана Гранде, Тора Стинсон, Кид Кади и Николас Брителл; Исполнители: Ариана Гранде и Кид Кади |
| 2022 28-я         | «Naatu Naatu»                          | RRR: Рядом ревёт революция                                                                     | Авторы: М. М. Киравани и Чандрабос; Исполнители: Рахуль Сиплигуни и Каала Бхайрава                     |
| 2022 28-я         | «Carolina»                             | Там, где раки поют                                                                             | Автор и исполнитель: Тейлор Свифт                                                                      |
| 2022 28-я         | «Ciao Papa»                            | Пиноккио Гильермо дель Торо                                                                    | Авторы: Александр Деспла, Робин Кац и Гильермо дель Торо; Исполнитель: Грегори Манн                    |
| 2022 28-я         | «Hold My Hand»                         | Топ Ган: Мэверик                                                                               | Авторы: Леди Гага и BloodPop; Исполнитель: Леди Гага                                                   |
| 2022 28-я         | «Lift Me Up»                           | Чёрная пантера: Ваканда навеки                                                                 | Авторы: Людвиг Йоранссон, Рианна, Райан Куглер и Tems; Исполнитель: Рианна                             |
| 2022 28-я         | «New Body Rhumba»                      | Белый шум                                                                                      | Авторы: Пэт Махоуни, Джеймс Мерфи и Нэнси Уэнг; Исполнители: LCD Soundsystem                           |

## Заметки
- ≈ Победитель премии «Оскар» за лучшую оригинальную песню
- ± Номинирован в той же категории